# Game Science Center
Das Game Science Center war ein Museum und Eventspace sowie ein Zentrum für Computerspiele-Technologie mit einem Fokus auf innovativen Eingabe-Schnittstellen in Berlin. Es war von September 2014 bis Februar 2020 geöffnet. Das Museum war unabhängig von staatlicher Förderung und befand sich im Berliner Stadtteil Friedrichshain-Kreuzberg.

## Allgemeines
Gegründet wurde das Game Science Center von Cay Kellinghusen und Cyrill Etter, zwei ehemaligen Spieleentwicklern, mit dem Ziel, einen Ort zu schaffen, an dem jedermann Computerspiele-Technologie direkt erleben kann.
Die Ausstellung umfasste ca. 25 Exponate (Stand Juni 2019) aus dem Bereich der Computerspiele und Grafik- und Ton-Installationen von kleinen und unabhängigen Entwicklern jenseits der aufwändig produzierten PC- und Konsolenspiele.
Alle Exponate waren interaktiv vom Besucher benutzbar und regten zum Experimentieren mit der Kontrolle durch Gesten, Augenbewegung oder der Stimme an. Eine Hauptidee des Museums war es, Besuchern jeden Alters innovative Konzepte sowie die Verbindung von Wissenschaft, Technologie und Kunst zu vermitteln.
Die Berlin Game Scene veranstaltete darin alle zwei Monate „Talk & Play“, ein Treffen für unabhängige Computerspielentwickler.

## Galerie

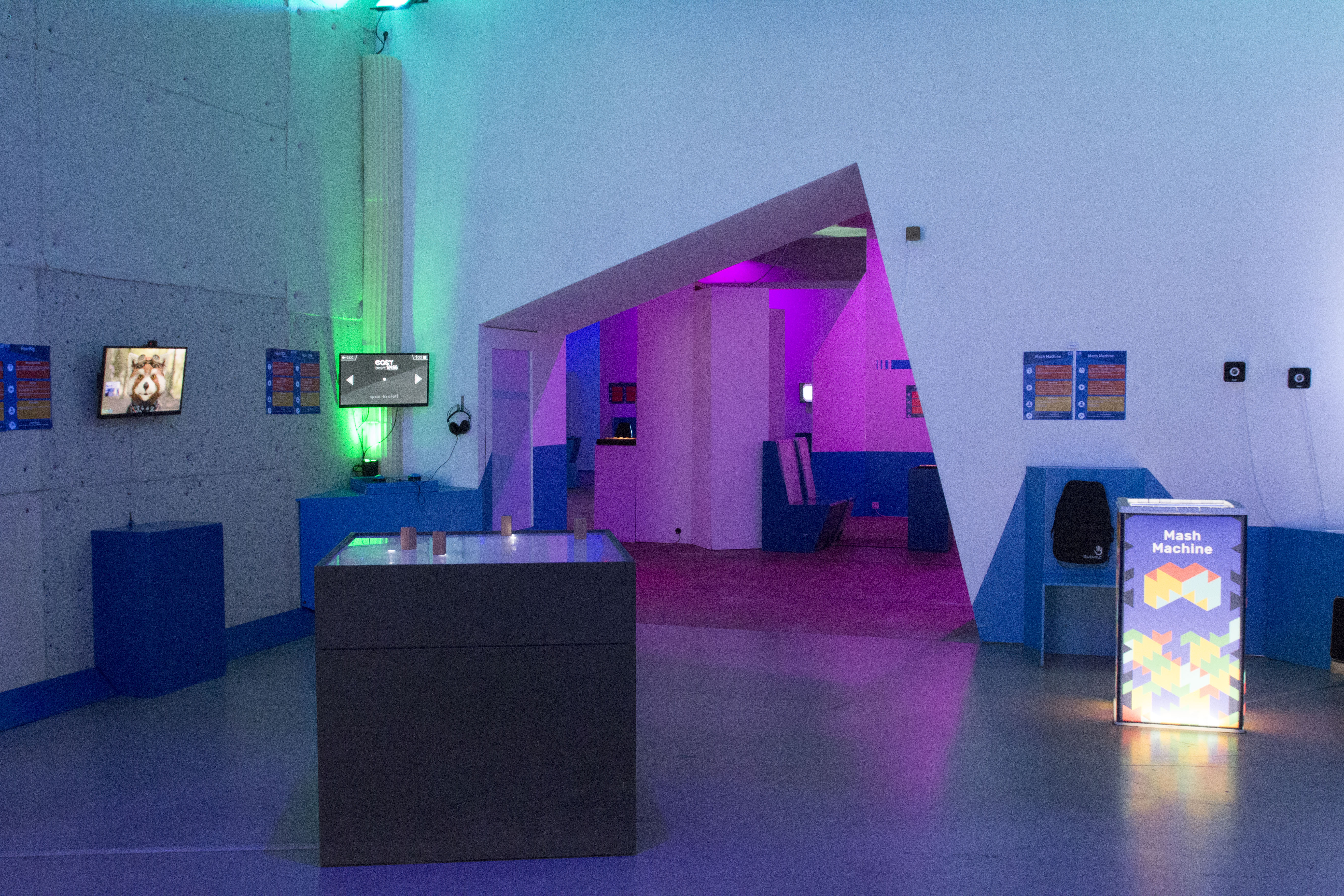
Game Science Center, innen
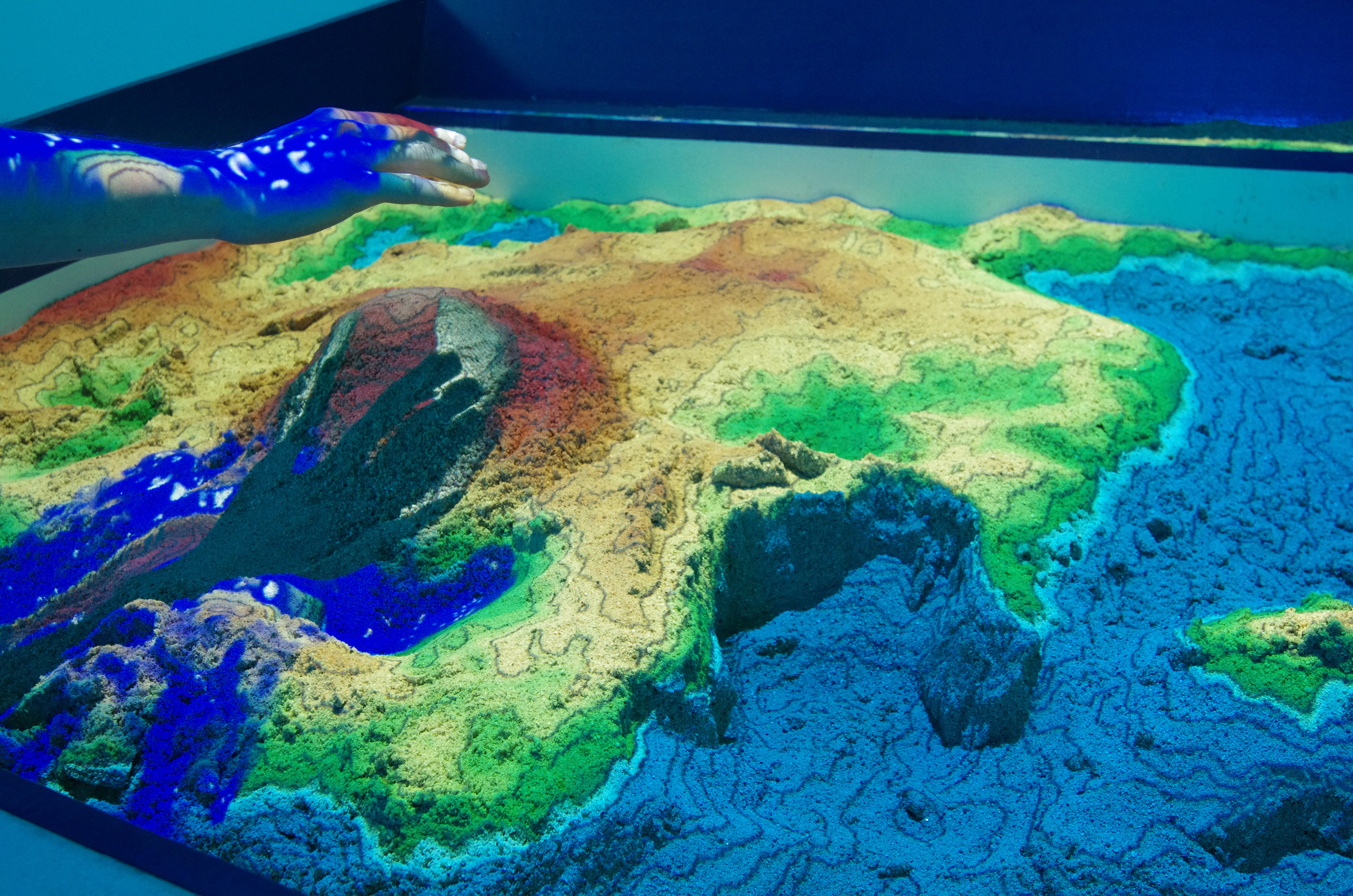
Ausstellung: Augmented Reality Sandbox
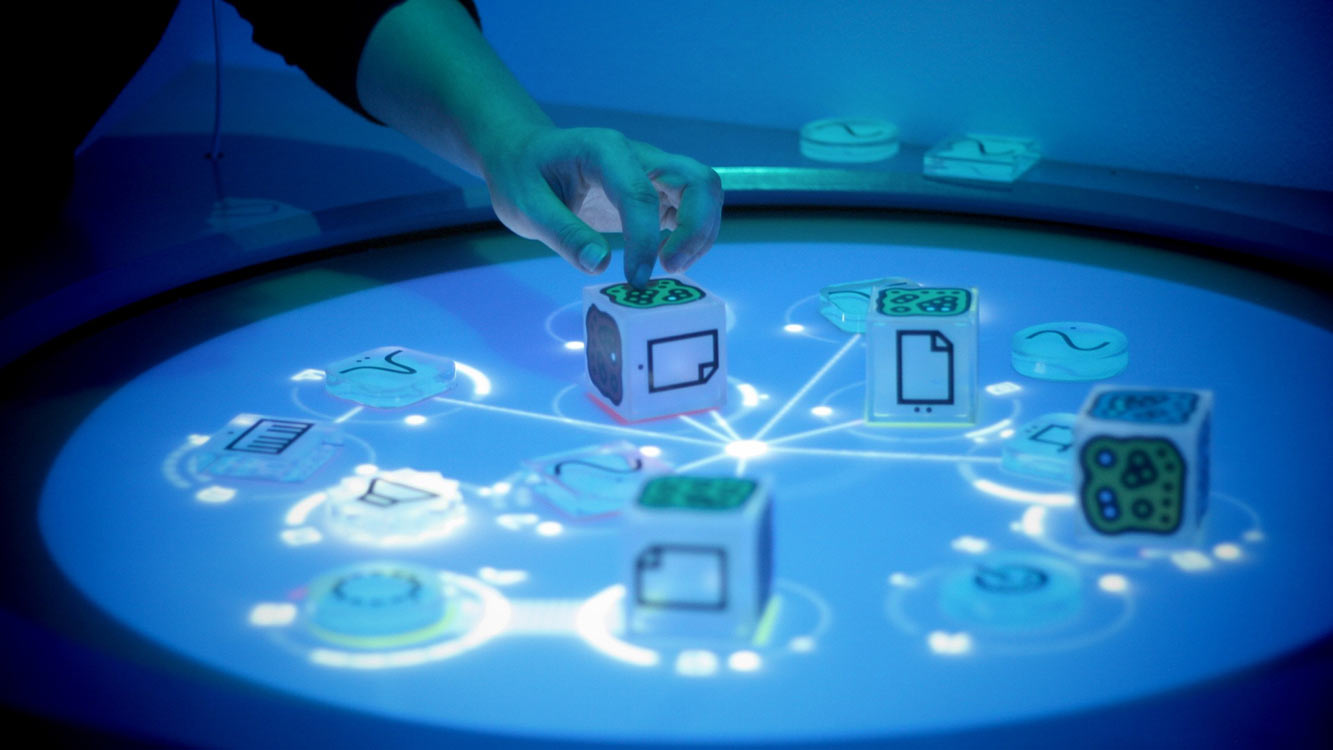
Ausstellung: Reactable